# 尼泊尔工农党
尼泊尔工农党是尼泊尔的一个政党。该党成立于1975年1月23日，初名尼泊尔工农组织，分裂自尼泊尔共产党 (普什帕·拉尔)。该党的创始人兼现任主席是纳拉扬·曼·比朱克切。该党有尼泊尔革命学生联盟等多个下属群众组织。
该党的主要据点是拥有近8万人口的城市巴克塔普爾，它已在此执政30余年。该党亲朝鲜，并赞同其自力更生的立场，视印度为尼泊尔独立自主的威胁。目前，该党唯一的众议院议员是普雷姆·苏瓦尔。